# Юпитер в облике Дианы и Каллисто (картина Буше, 1744)
«Юпитер в облике Дианы и нимфа Каллисто» (фр. Jupiter déguisé en Diane et Callisto) — картина выдающегося живописца французского рококо Франсуа Буше, известная в нескольких вариантах, один из которых находится в собрании Государственного музея изобразительных искусств имени А. С. Пушкина в Москве.
Композиция создана на сюжет античного мифа о соблазнении нимфы Каллисто верховным богом Юпитером. Эта история изложена, в частности, в «Метаморфозах» древнеримского поэта Овидия. Чтобы добиться благосклонности нимфы, которая дала своей покровительнице и госпоже богине Диане обет целомудрия, Юпитер принял облик последней и благодаря этому добился желаемого.
На картине изображены две прекрасные нимфы. Та, что справа имеет в волосах полумесяц (атрибут Дианы), но за её спиной прячется орёл (символ Юпитера). Лже-богиня нежно обнимает Каллисто. Вокруг них амуры вьют цветочные гирлянды, обозначая любовный характер сцены.
Франсуа Буше неоднократно обращался к сюжету этого мифа. Один из вариантов композиции он написал в 1759 году (хранится в Музее искусств Нельсона-Аткинса, Канзас-Сити, США). Эту картину неоднократно воспроизводили, в том числе в росписи фарфора. Ещё один вариант на тот же сюжет Буше написал в 1763 году (парная картина к «Анжелике и Медору», обе хранятся в Метрополитен-музее в Нью-Йорке). Ещё один вариант был написан художником 1769 годах (в Собрании Уоллеса в Лондоне).
Московский вариант до поступления в Музей изобразительных искусств принадлежал князю Николаю Борисовичу Юсупову, крупному собирателю произведений французской живописи XVIII века .

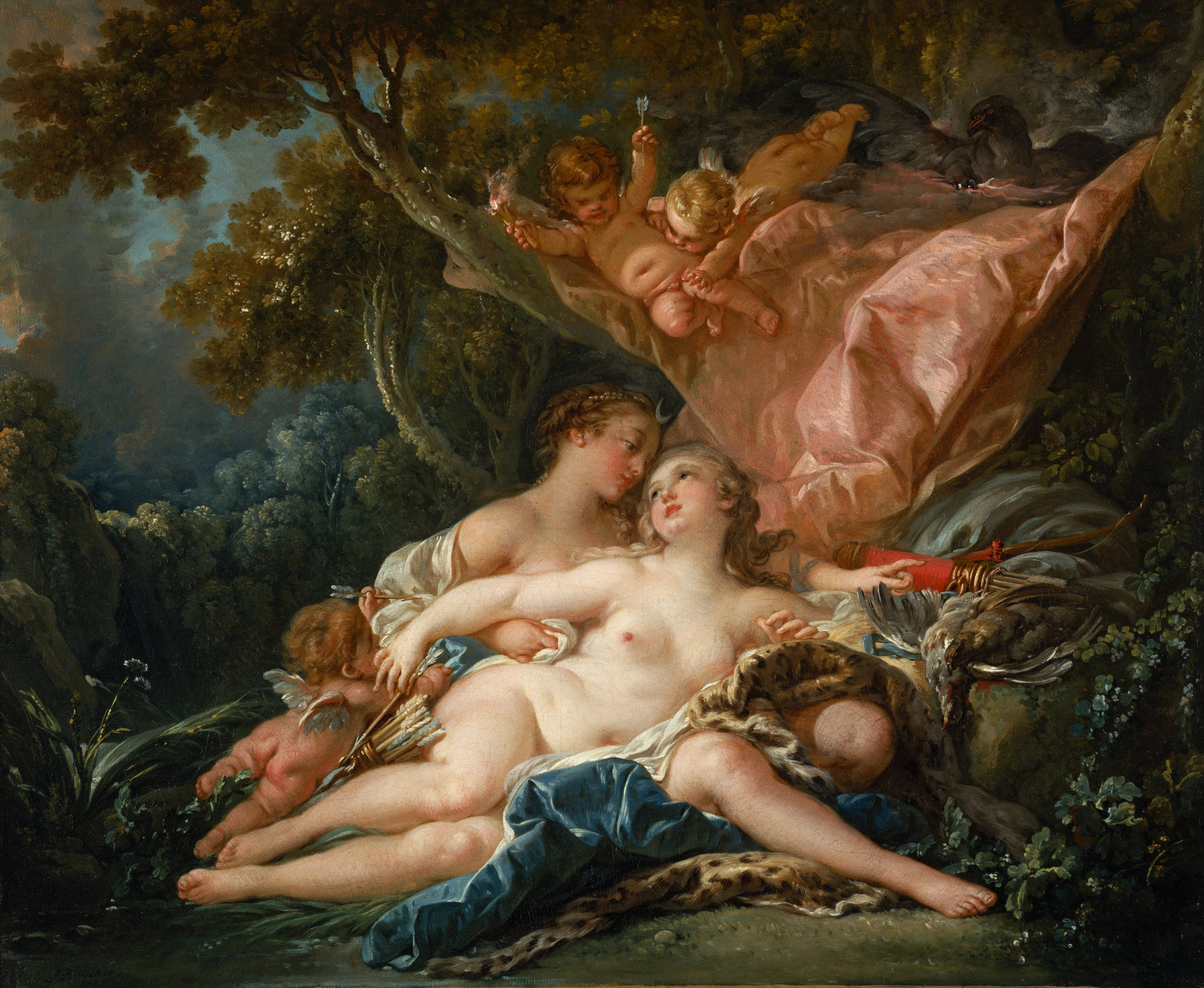
Юпитер в образе Дианы, соблазняющий нимфу Каллисто. 1759. Холст, масло. Музей искусств Нельсона-Аткинса, Канзас-Сити, США
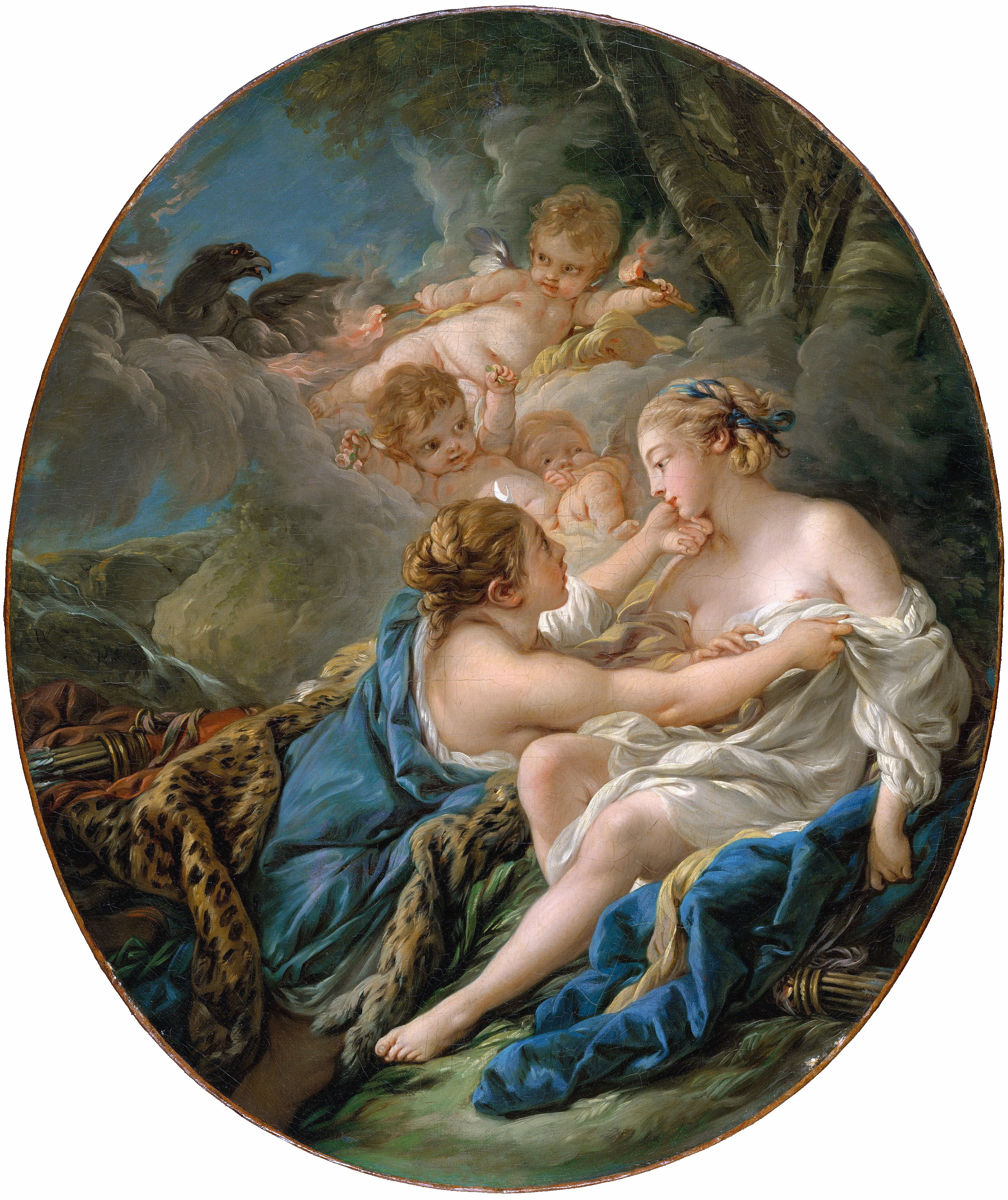
Юпитер в облике Дианы и нимфа Каллисто. 1763. Холст, масло. Метрополитен-музей, Нью-Йорк
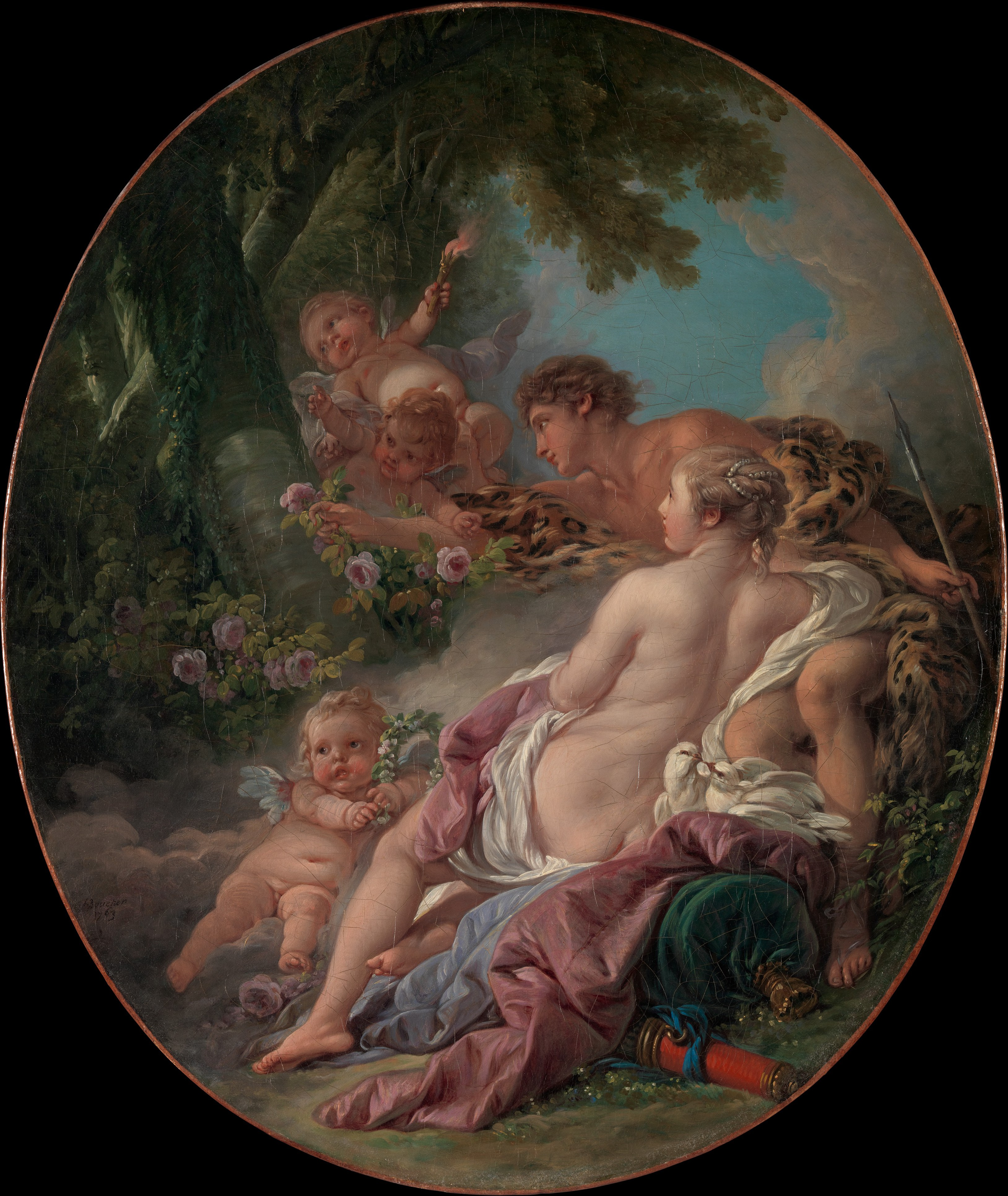
Анжелика и Медор. 1763. Холст, масло. Метрополитен-музей, Нью-Йорк
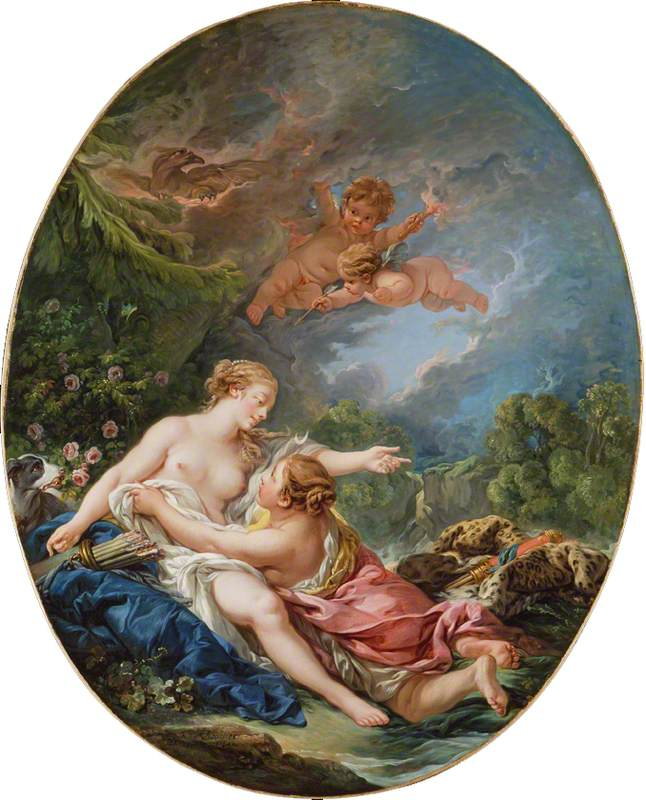
Юпитер и Каллисто. 1769. Холст, масло. Собрание Уоллеса, Лондон
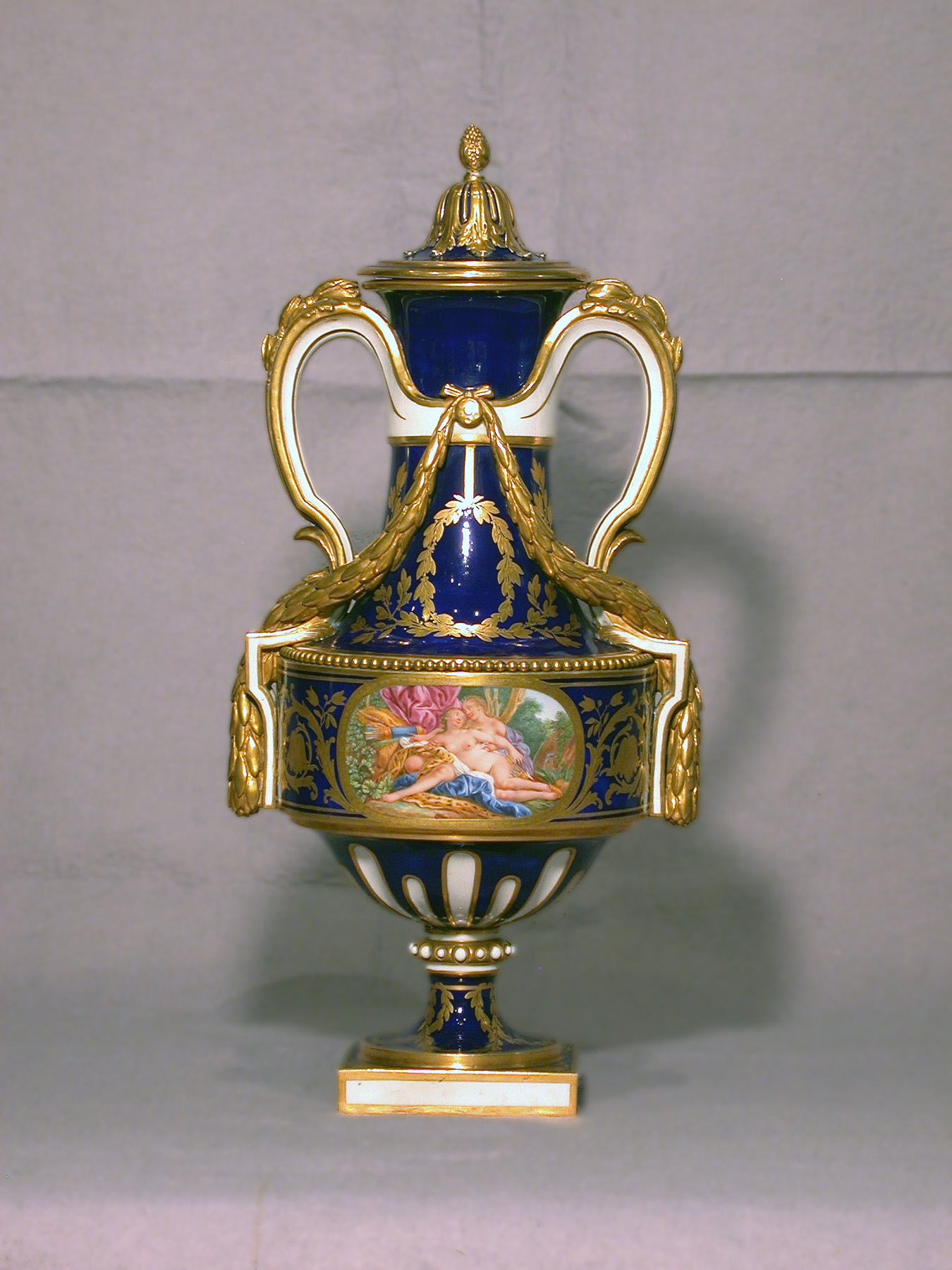
Ваза. 1780. Мягкий фарфор, роспись «Юпитер и Каллисто». Севрская фарфоровая мануфактура. Художественный музей Уолтерса, Балтимор, США